# Polymerus unifasciatus
Polymerus unifasciatus је врста стенице која припада фамилији Miridae.

## Распрострањење
Polymerus unifasciatus има холарктичко распрострањење. Врста се среће на подручју Европе, северне Азије (осим на подручју Кине), Северне Америке и јужне Азије. У Србији је честа врста, среће се у низијама али и на подручјима преко 1500 метара надморске висине.

## Опис
Врсте рода Polymerus су стенице средње величине, најчешће црне или црно-жуте боје. Горња површина тела је прекривена златним или сребрним длакама, а тибије имају снажне црне длаке. Врста Polymerus unifasciatus има углавном црн пронотум, а задњи руб је у виду уске шаре жуте боје. Делови крила су жуте боје са две карактеристичне црвене мрље (на кунеусу). Скутелум је највећим делом жуте боје. Антене су тамно браон до црне боје. Дужина тела мужјака је од 5,3mm до 6,8mm, а женки од 5mm до 6mm.

## Биологија
Одрасле јединке се углавном јављају од јуна до септембра, али у умереним подручјима могу се срести већ од маја. Polymerus unifasciatus се храни на биљкама из рода Gallium. Врста презимљава у стадијуму јајета.

## Синоними
- Polymerus unifasciatus var. lateralis Hahn, 1834
- Polymerus (Poeciloscytus) unifasciatus var. lateralis Hahn, 1834